# Le Houga
Le Houga – miejscowość i gmina we Francji, w regionie Oksytania, w departamencie Gers.
Według danych na rok 1990 gminę zamieszkiwało 1166 osób, a gęstość zaludnienia wynosiła 37 osób/km² (wśród 3020 gmin regionu Midi-Pireneje Le Houga plasuje się na 298. miejscu pod względem liczby ludności, natomiast pod względem powierzchni na miejscu 275.).